# Makedonska akademija znanosti i umjetnosti
Makedonska akademija znanosti i umjetnosti (mak. Македонска академија на науките и уметностите (МАНУ), Makedonska akademija na naukite i umetnostite (MANU)) je najviša znanstvena institucija u Sjevernoj Makedoniji.
Osnovana je 1967., kad je izabrano i prvih 14 članova. Na čelu akademije nalazi se predsjedništvo koje se sastoji od predsjednika, tajnika, te tajnika pojedinih odjela, a sastoji se od odjela za društvene znanosti, prirodoslovno-matematičke znanosti i odjela za umjetnost. Uz odjele djeluju odbori i komisije kao tijela koja rješavaju specifične probleme vezane za rad akademije.
U sastavu akademije nalaze se biblioteke i arhiv. Glavna publikacija je Letopis, a pojedini odjeli izdaju časopis pod zajedničkim imenom Prilozi, te monografije i studije.
Članovi akademije mogu biti redovni, izvandredni i počasni.

## Poveznice
- HAZU
- SANU